# Inesiosporium mauiense
Inesiosporium mauiense är en svampart som först beskrevs av B. Sutton & Hodges, och fick sitt nu gällande namn av R.F. Castañeda & W. Gams 1997. Inesiosporium mauiense ingår i släktet Inesiosporium, divisionen sporsäcksvampar och riket svampar.   Inga underarter finns listade i Catalogue of Life.